# West Potomac Park
Le West Potomac Park est un parc national américain à Washington, D.C., adjacent au National Mall. Il comprend les jardins qui s'étendent au sud de la Lincoln Memorial Reflecting Pool, depuis le Lincoln Memorial jusqu'aux terrains du Washington Monument et les pourtours du Tidal Basin ("bassin de marée"), un bassin artificiel du fleuve Potomac créé au XIXe siècle et qui reliait le fleuve à l'extrémité nord du canal de Washington (aujourd'hui disparu).  

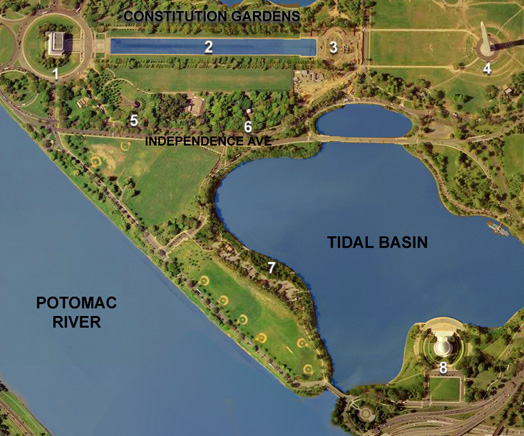
Image satellite recolorée de l'USGS prise le 26 avril 2002.

Ce parc abrite plusieurs points d'intérêt dont : 
- Le Lincoln Memorial (1)
- La Lincoln Memorial Reflecting Pool (2), un grand bassin d'agrément
- Le National World War II Memorial (3) (aujourd'hui achevé, à l'époque de la photo ci-contre, encore en construction)
- Le National World War II Memorial (5) (aujourd'hui achevé, à l'époque de la photo ci-contre, encore en construction)
- Le Korean War Veterans Memorial (6)
- Le Franklin Delano Roosevelt Memorial (7)
- Le Jefferson Memorial (8)

Le Washington Monument (4) et ses terrains, sont à la limite du parc mais n'en font pas partie. 
Le parc est aussi connu pour ses sakuras (cerisiers japonais) qui longent une partie du bord du Tidal Basin et sont la principale attraction du National Cherry Blossom Festival (festival national de la fleur de cerisier) au début du printemps.
Le West Potomac Park est géré par le National Park Service. 

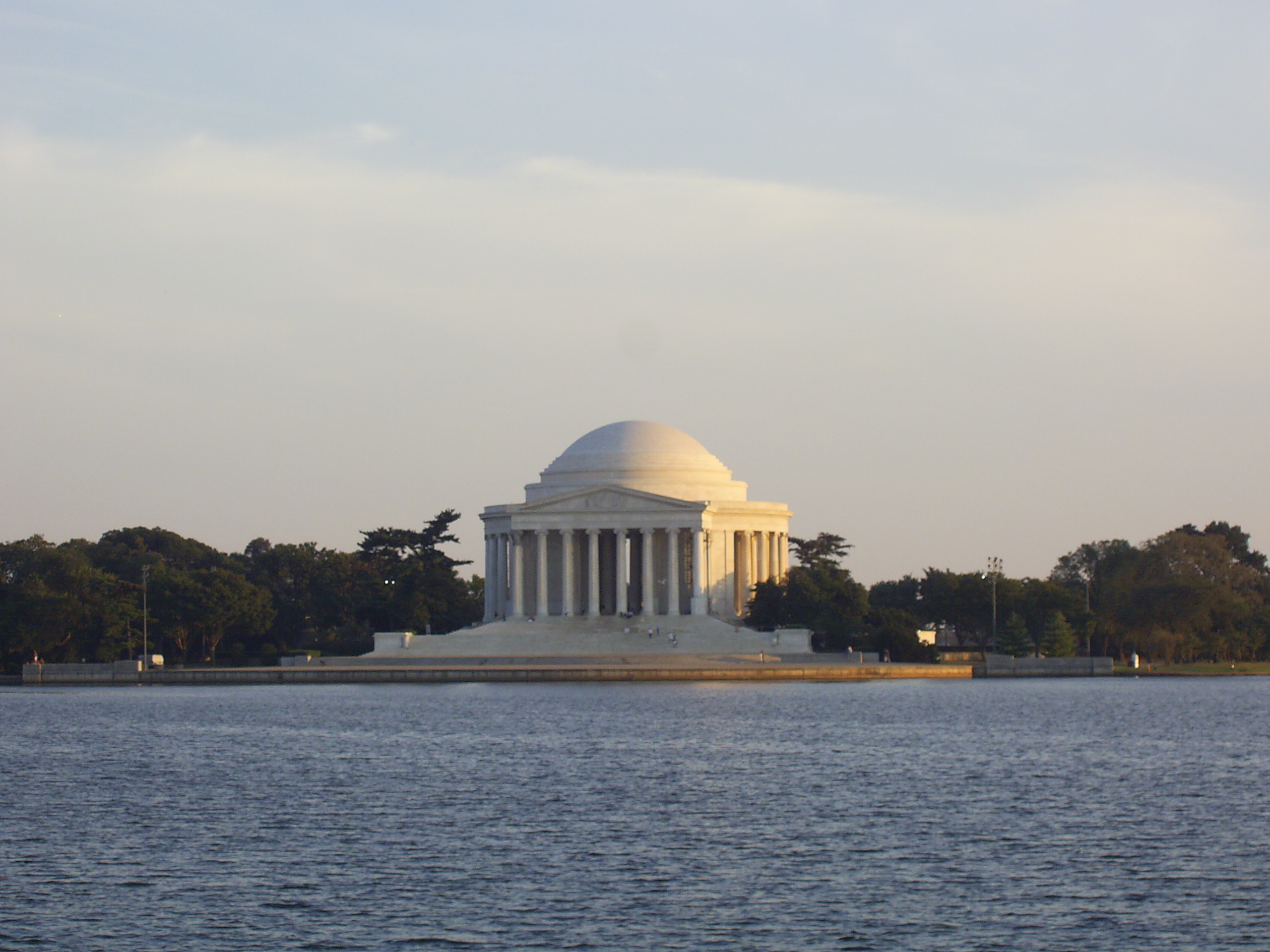
Le Jefferson Memorial, vue de l'ouest du Tidal Basin.
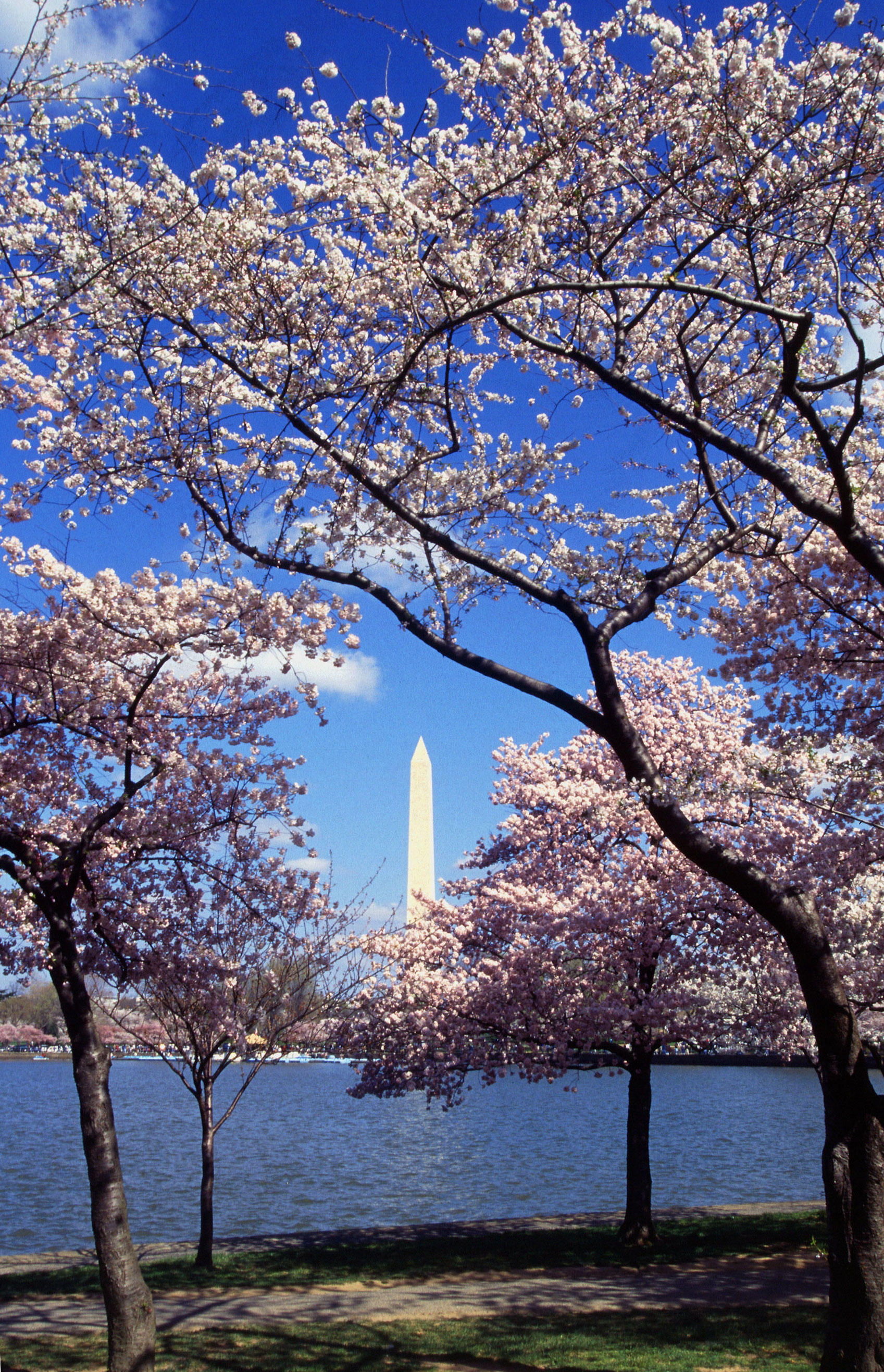
Vue vers le nord depuis le West Potomac Park avec le Tidal Basin, et les cerisiers en fleurs.